# جامعة الفراهيدي
جامعة الفراهيدي هي جامعة أهلية تقع في مدينة بغداد في العراق، كانت تسمى سابقا بكلية الفراهيدي الجامعة. اسسها النائب محسن علي أكبر المندلاوي يشغل حالياً رئيس مجلس النواب.

## الكليات
تضم الجامعة 18 قسماً:.
- كلية الصيدلة
- كلية طب الأسنان
- كلية القانون
- كلية الاعلام
- قسم تقنيات التحليلات المرضية
- قسم هندسة تقنيات الأجهزة الطبية
- قسم علوم الأدلة الجنائية
- قسم تقنيات التخدير
- قسم تقنيات صناعة الاسنان
- قسم تقنيات الأشعة والسونار
- قسم هندسة تقنيات الطيران
- قسم هندسة تقنيات الاتصالات
- قسم هندسة العمارة
- قسم المحاسبة
- قسم المالية والمصرفية
- قسم اللغة العربية
- قسم اللغة الإنكليزية
- قسم التربية الرياضية